# Spasoje Bulajič
Spasoje Bulajič (* 24. November 1975 in Slovenj Gradec, Jugoslawien) ist ein ehemaliger slowenischer Fußballspieler. Auf der Position des Verteidigers bestritt er 26 Länderspiele für Slowenien.
Im Jahre 1998 kam er als Spieler zum 1. FC Köln nach Deutschland, der ihn von NK Maribor verpflichtet hatte. Mit dem 1. FC Köln (2000) und Mainz 05 (2004) stieg er in die Bundesliga auf. Als Handicap für eine erfolgreichere Karriere erwies sich seine Verletzungsanfälligkeit. 2004 kehrte er nach Slowenien zurück und spielte ein Jahr für NK Mura, von 2005 bis 2008 für AEL Limassol und AE Paphos auf Zypern. Seine letzten beiden aktiven Jahre als Fußballer spielte er für den NK Celje.

## Erfolge
- 2000 Aufstieg in die Bundesliga
- 2000 EM-Teilnahme mit Slowenien
- 2002 WM-Teilnahme mit Slowenien
- 2004 Aufstieg in die Bundesliga